# 2008년 11월
| 2008년: 1월 · 2월 · 3월 · 4월 · 5월 · 6월 · 7월 · 8월 · 9월 · 10월 · 11월 · 12월 |

| <          | 2008년 11월 | 2008년 11월 | 2008년 11월 | 2008년 11월 | 2008년 11월  | >           |
| 일         | 월          | 화          | 수          | 목          | 금           | 토          |
|            |             |             |             |             |              | 1 10.4 을사 |
| 2 5 병오   | 3 6 정미    | 4 7 무신    | 5 8 기유    | 6 9 경술    | 7 10 신해    | 8 11 임자   |
| 9 12 계축  | 10 13 갑인  | 11 14 을묘  | 12 15 병진  | 13 16 정사  | 14 17 무오   | 15 18 기미  |
| 16 19 경신 | 17 20 신유  | 18 21 임술  | 19 22 계해  | 20 23 갑자  | 21 24 을축   | 22 25 병인  |
| 23 26 정묘 | 24 27 무진  | 25 28 기사  | 26 29 경오  | 27 30 신미  | 28 11.1 임신 | 29 2 계유   |
| 30 3 갑술  |             |             |             |             |              |             |

| - 11월 1일 - 스터드 터컬 편집하기 |

## 2008년11월 28일
- 서울서부지방법원은 대한민국 사상 처음으로 존엄사를 일부 인정하는 판결을 내렸다.

## 2008년11월 26일
- 인도 뭄바이에서 연쇄폭탄테러로 125명이 사망하고, 300여명이 부상을 입었다.

## 2008년11월 25일
- 광주고등법원은 오송회 사건에 대한 재심에서 모두 무죄를 선고했다.
- 그린란드에서 덴마크로부터 자치권을 확대하는 주민투표안이 통과되었다.

## 2008년11월 23일
- 강원도 철원군 최전방 GP 내무반에서 수류탄 1발이 터져 병 5명이 중·경상을 입은 사고가 일어났다.

## 2008년11월 20일
- 브라질 남부 산타카타리나주에서 홍수가 발생, 100여명이 사망하고 10만명 가까운 이재민이 발생했다.

## 2008년11월 19일
- 뉴질랜드의 존 키 국민당 당수가 제38대 총리로 취임하였다.

## 2008년11월 15일
- 케냐 인근 인도양 해역에서 초대형 유조선 시리우스 스타호가 소말리아 해적에 납치되었다.
- 미국 워싱턴에서 G20 세계 금융정상회담이 열렸다.

## 2008년11월 13일
- 대한민국에서 2009학년도 대학수학능력시험이 시행되었다.
- 헌법재판소가 종부세에 대해 일부 위헌 선고를 내렸다.
- 미국 항공우주국(NASA)은 가시광선 관측을 통해 항성 HR 8799 주변에서 3개, 포말하우트 주변에서 1개의 외계 행성을 발견했다고 공식 발표하였다.
- 이은준이 태어났다

## 2008년11월 12일
- 천수이볜 중화민국 총통이 횡령 혐의로 구속되었다.

## 2008년11월 4일
- 미국에서 대통령 선거가 치러져 버락 오바마 후보가 당선되었다.

## 2008년11월 3일
- 대한민국 서울의 경복고등학교 내에서 6.25전쟁 당시 불발탄이 발견되어 주민과 학생들이 대피하는 소동이 있었다.

## 2008년11월 1일
- 퓰리처상 수상작가이자 역사가인 스터드 터컬이 향년 96세로 별세했다.
- 타이에서 탁신 총리의 지지자가 체육관에서 대규모 집회를 가졌다.
- 전 미국 대통령 빌 클린턴이 오바마 후보 지지 연설을 미네아폴리스에서 열었다.
- 인도 아쌈 지방에 연쇄 폭탄 사고가 발생했다.